# Donny van de Beek
Donny van de Beek (Nijkerk, 18 aprile 1997) è un calciatore olandese, centrocampista del Girona.

## Biografia
È in una relazione con Estelle Bergkamp, figlia dell'ex calciatore Dennis Bergkamp. La coppia ha una figlia, nata nel 2022, e un figlio nato nel 2024.

## Caratteristiche tecniche
Di piede destro, è un trequartista che dispone di un'ottima tecnica e visione di gioco (che lo rende molto bravo a giocare di prima intenzione) oltre a essere molto bravo a inserirsi tra le linee avversarie tramite smarcamenti e nei movimenti senza palla. Difensivamente è bravo in pressing e nel recuperare palloni, e dispone anche di una buona capacità di corsa e agonismo.
Nel corso degli anni non è riuscito a esprimere appieno il potenziale riconosciutogli, anche per via dei numerosi infortuni patiti in carriera.

## Carriera

### Club

#### Gli inizi, Ajax
Inizia la propria carriera calcistica tra le file dei Veensche Boys. Nel 2009 passa allo Jong Ajax, la squadra di riserva dell'Ajax che gioca in Eerste Divisie, seconda divisione del campionato di calcio olandese. Dopo essersi distinto tra le riserve, complici anche una serie di infortuni a centrocampo dell'Ajax, viene aggregato in prima squadra dall'allenatore Frank de Boer all'inizio della stagione 2015-2016.
Fa il suo esordio assoluto in Europa League il 26 novembre 2015 nella vittoria per 1-2 contro il Celtic, subentrando al 70' al compagno di squadra Lasse Schöne. Debutta ufficialmente in Eredivisie due giorni dopo, giocando titolare nella vittoria per 2-0 contro il PEC Zwolle.
Nella stagione 2018-2019 è uno dei protagonisti della cavalcata dell'Ajax in Champions league fino alla semifinale. Van de Beek va a segno quattro volte, in particolare realizza un gol al ritorno dei quarti di finale contro la Juventus, risultando decisivo per la vittoria e il passaggio del turno dei lancieri. Si ripeterà nella semifinale d'andata contro il Tottenham, dove realizza il goal della vittoria dei lancieri nel nuovo Tottenham Hotspur Stadium. Nella stessa stagione contribuisce a vincere la Coppa d’Olanda e il campionato. In 57 partite stagionali segna 17 gol sfornando 13 assist. Lo stesso anno si piazzerà anche tra i primi 30 candidati del pallone d'oro non ricevendo però nessun voto.
Al termine della stagione 2019-2020 chiude la sua esperienza con i Lancieri dopo aver collezionato 175 presenze e 41 goal in tutte le competizioni.

#### Il trasferimento al Manchester Utd e vari prestiti
Il 2 settembre 2020 viene acquistato a titolo definitivo dal Manchester Utd per 39 milioni di euro più 5 di bonus. Debutta in Premier League il 19 settembre successivo, andando a segno nella sconfitta per 1-3 con il Crystal Palace.
Dopo avere trovato poco spazio con i Red Devils, il 31 gennaio 2022 passa in prestito all’Everton.
Tornato allo United, non trova spazio neppure sotto la guida di Erik ten Hag, suo allenatore all’Ajax, collezionando solo 12 presenze in un anno e mezzo. Dato lo scarso impiego, il 1º gennaio 2024 viene ceduto all'Eintracht Francoforte  con la formula del prestito semestrale con diritto di riscatto fissato a 11 milioni di euro più 3 di bonus.

#### Girona
L'11 luglio 2024, dopo non aver trovato spazio nemmeno in Bundesliga, si trasferisce a titolo definitivo al Girona, firmando un contratto di quattro anni con la società catalana.

### Nazionale
Il 14 novembre 2017 ha esordito in nazionale maggiore in amichevole contro la Romania. Realizza la sua prima rete in nazionale il 14 ottobre 2020 nell'1-1 contro l'Italia. Nel 2021 viene convocato per l'Europeo, ma successivamente è costretto a rinunciarvi per via di un infortunio.

## Statistiche

### Presenze e reti nei club
Statistiche aggiornate al 17 giugno 2025.
| Stagione              | Squadra               | Campionato            | Campionato | Campionato | Coppe nazionali | Coppe nazionali | Coppe nazionali | Coppe continentali | Coppe continentali | Coppe continentali | Altre coppe | Altre coppe | Altre coppe | Totale | Totale |
| Stagione              | Squadra               | Comp                  | Pres       | Reti       | Comp            | Pres            | Reti            | Comp               | Pres               | Reti               | Comp        | Pres        | Reti        | Pres   | Reti   |
| --------------------- | --------------------- | --------------------- | ---------- | ---------- | --------------- | --------------- | --------------- | ------------------ | ------------------ | ------------------ | ----------- | ----------- | ----------- | ------ | ------ |
| 2014-2015             | Jong Ajax             | EED                   | 6          | 0          | -               | -               | -               | -                  | -                  | -                  | -           | -           | -           | 6      | 0      |
| 2015-2016             | Jong Ajax             | EED                   | 13         | 2          | -               | -               | -               | -                  | -                  | -                  | -           | -           | -           | 13     | 2      |
| 2016-2017             | Jong Ajax             | EED                   | 16         | 6          | -               | -               | -               | -                  | -                  | -                  | -           | -           | -           | 16     | 6      |
| Totale Jong Ajax      | Totale Jong Ajax      | Totale Jong Ajax      | 35         | 8          |                 | -               | -               |                    | -                  | -                  |             | -           | -           | 35     | 8      |
| 2015-2016             | Ajax                  | ED                    | 8          | 0          | CO              | 0               | 0               | UEL                | 2                  | 1                  | -           | -           | -           | 10     | 1      |
| 2016-2017             | Ajax                  | ED                    | 19         | 0          | CO              | 2               | 0               | UCL+UEL            | 1+10               | 0                  | -           | -           | -           | 32     | 0      |
| 2017-2018             | Ajax                  | ED                    | 34         | 11         | CO              | 1               | 0               | UCL+UEL            | 2+2                | 2+0                | -           | -           | -           | 39     | 13     |
| 2018-2019             | Ajax                  | ED                    | 34         | 9          | CO              | 5               | 4               | UCL                | 18                 | 4                  | -           | -           | -           | 57     | 17     |
| 2019-2020             | Ajax                  | ED                    | 23         | 8          | CO              | 3               | 0               | UCL+UEL            | 8+2                | 2+0                | SO          | 1           | 0           | 37     | 10     |
| Totale Ajax           | Totale Ajax           | Totale Ajax           | 118        | 28         |                 | 11              | 4               |                    | 45                 | 9                  |             | 1           | 0           | 175    | 41     |
| 2020-2021             | Manchester Utd        | PL                    | 19         | 1          | FACup+CdL       | 4+4             | 0               | UCL+UEL            | 6+3                | 0                  | -           | -           | -           | 36     | 1      |
| 2021-gen. 2022        | Manchester Utd        | PL                    | 8          | 1          | FACup+CdL       | 1+1             | 0               | UCL                | 4                  | 0                  | -           | -           | -           | 14     | 1      |
| gen.-giu. 2022        | Everton               | PL                    | 7          | 1          | FACup+CdL       | 0               | 0               | -                  | -                  | -                  | -           | -           | -           | 7      | 1      |
| 2022-2023             | Manchester Utd        | PL                    | 7          | 0          | FACup+CdL       | 0+1             | 0               | UEL                | 2                  | 0                  | -           | -           | -           | 10     | 0      |
| lug.-dic. 2023        | Manchester Utd        | PL                    | 1          | 0          | FACup+CdL       | 0+1             | 0               | UCL                | 0                  | 0                  | -           | -           | -           | 2      | 0      |
| Totale Manchester Utd | Totale Manchester Utd | Totale Manchester Utd | 35         | 2          |                 | 12              | 0               |                    | 15                 | 0                  |             | -           | -           | 62     | 2      |
| gen.-giu. 2024        | Eintracht Francoforte | BL                    | 8          | 0          | CG              | 0               | 0               | UECL               | 0                  | 0                  |             | -           | -           | 8      | 0      |
| 2024-2025             | Girona                | PD                    | 26         | 2          | CR              | 2               | 0               | UCL                | 7                  | 1                  | -           | -           | -           | 35     | 3      |
| Totale carriera       | Totale carriera       | Totale carriera       | 229        | 41         |                 | 25              | 4               |                    | 67                 | 10                 |             | 1           | 0           | 322    | 55     |

### Cronologia presenze e reti in nazionale
| Cronologia completa delle presenze e delle reti in nazionale ― Paesi Bassi | Cronologia completa delle presenze e delle reti in nazionale ― Paesi Bassi | Cronologia completa delle presenze e delle reti in nazionale ― Paesi Bassi | Cronologia completa delle presenze e delle reti in nazionale ― Paesi Bassi | Cronologia completa delle presenze e delle reti in nazionale ― Paesi Bassi | Cronologia completa delle presenze e delle reti in nazionale ― Paesi Bassi | Cronologia completa delle presenze e delle reti in nazionale ― Paesi Bassi | Cronologia completa delle presenze e delle reti in nazionale ― Paesi Bassi |
| Data                                                                       | Città                                                                      | In casa                                                                    | Risultato                                                                  | Ospiti                                                                     | Competizione                                                               | Reti                                                                       | Note                                                                       |
| -------------------------------------------------------------------------- | -------------------------------------------------------------------------- | -------------------------------------------------------------------------- | -------------------------------------------------------------------------- | -------------------------------------------------------------------------- | -------------------------------------------------------------------------- | -------------------------------------------------------------------------- | -------------------------------------------------------------------------- |
| 14-11-2017                                                                 | Bucarest                                                                   | Romania                                                                    | 0 – 3                                                                      | Paesi Bassi                                                                | Amichevole                                                                 | -                                                                          | 83’                                                                        |
| 23-3-2018                                                                  | Amsterdam                                                                  | Paesi Bassi                                                                | 0 – 1                                                                      | Inghilterra                                                                | Amichevole                                                                 | -                                                                          | 89’                                                                        |
| 26-3-2018                                                                  | Ginevra                                                                    | Paesi Bassi                                                                | 3 – 0                                                                      | Portogallo                                                                 | Amichevole                                                                 | -                                                                          |                                                                            |
| 31-5-2018                                                                  | Trnava                                                                     | Slovacchia                                                                 | 1 – 1                                                                      | Paesi Bassi                                                                | Amichevole                                                                 | -                                                                          | 46’                                                                        |
| 16-10-2018                                                                 | Bruxelles                                                                  | Belgio                                                                     | 1 – 1                                                                      | Paesi Bassi                                                                | Amichevole                                                                 | -                                                                          | 61’                                                                        |
| 6-6-2019                                                                   | Guimarães                                                                  | Paesi Bassi                                                                | 3 – 1 dts                                                                  | Inghilterra                                                                | UEFA Nations League 2018-2019 - Semifinale                                 | -                                                                          | 68’ 106’                                                                   |
| 9-6-2019                                                                   | Porto                                                                      | Portogallo                                                                 | 1 – 0                                                                      | Paesi Bassi                                                                | UEFA Nations League 2018-2019 - Finale                                     | -                                                                          | 60’                                                                        |
| 10-10-2019                                                                 | Rotterdam                                                                  | Paesi Bassi                                                                | 3 – 1                                                                      | Irlanda del Nord                                                           | Qual. Euro 2020                                                            | -                                                                          | 66’                                                                        |
| 13-10-2019                                                                 | Minsk                                                                      | Bielorussia                                                                | 1 – 2                                                                      | Paesi Bassi                                                                | Qual. Euro 2020                                                            | -                                                                          | 67’                                                                        |
| 16-11-2019                                                                 | Belfast                                                                    | Irlanda del Nord                                                           | 0 – 0                                                                      | Paesi Bassi                                                                | Qual. Euro 2020                                                            | -                                                                          |                                                                            |
| 4-9-2020                                                                   | Amsterdam                                                                  | Paesi Bassi                                                                | 1 – 0                                                                      | Polonia                                                                    | UEFA Nations League 2020-2021 - 1º turno                                   | -                                                                          | 74’                                                                        |
| 7-9-2020                                                                   | Amsterdam                                                                  | Paesi Bassi                                                                | 0 – 1                                                                      | Italia                                                                     | UEFA Nations League 2020-2021 - 1º turno                                   | -                                                                          | 57’                                                                        |
| 7-10-2020                                                                  | Amsterdam                                                                  | Paesi Bassi                                                                | 0 – 1                                                                      | Messico                                                                    | Amichevole                                                                 | -                                                                          |                                                                            |
| 14-10-2020                                                                 | Bergamo                                                                    | Italia                                                                     | 1 – 1                                                                      | Paesi Bassi                                                                | UEFA Nations League 2020-2021 - 1º turno                                   | 1                                                                          |                                                                            |
| 11-11-2020                                                                 | Amsterdam                                                                  | Paesi Bassi                                                                | 1 – 1                                                                      | Spagna                                                                     | Amichevole                                                                 | 1                                                                          | 89’                                                                        |
| 15-11-2020                                                                 | Amsterdam                                                                  | Paesi Bassi                                                                | 3 – 1                                                                      | Bosnia ed Erzegovina                                                       | UEFA Nations League 2020-2021 - 1º turno                                   | -                                                                          | 64’                                                                        |
| 18-11-2020                                                                 | Chorzów                                                                    | Polonia                                                                    | 1 – 2                                                                      | Paesi Bassi                                                                | UEFA Nations League 2020-2021 - 1º turno                                   | -                                                                          | 70’                                                                        |
| 27-3-2021                                                                  | Amsterdam                                                                  | Paesi Bassi                                                                | 2 – 0                                                                      | Lettonia                                                                   | Qual. Mondiali 2022                                                        | -                                                                          | 79’                                                                        |
| 30-3-2021                                                                  | Gibilterra                                                                 | Gibilterra                                                                 | 0 – 7                                                                      | Paesi Bassi                                                                | Qual. Mondiali 2022                                                        | 1                                                                          | 76’                                                                        |
| Totale                                                                     |                                                                            | Presenze                                                                   | 19                                                                         |                                                                            | Reti                                                                       | 3                                                                          |                                                                            |

## Palmarès

### Club
- Coppa dei Paesi Bassi: 1

Ajax: 2018-2019
- Campionato olandese: 1

Ajax: 2018-2019
- Supercoppa dei Paesi Bassi: 1

Ajax: 2019
- Coppa di Lega inglese: 1

Manchester United: 2022-2023